# Бонвил-Ато
Бонвил-Ато (фр. Bonneville-Aptot) насеље је и општина у северној Француској у региону Горња Нормандија, у департману Ер која припада префектури Берне.
По подацима из 2011. године у општини је живело 230 становника, а густина насељености је износила 30,79 становника/km². Општина се простире на површини од 7,47 km². Налази се на средњој надморској висини од 150 метара (максималној 154 m, а минималној 100 m).

## Демографија
| 1962. | 1968. | 1975. | 1982. | 1990. | 1999. | 2011. |
| ----- | ----- | ----- | ----- | ----- | ----- | ----- |
| 170   | 180   | 149   | 188   | 161   | 169   | 230   |

График промене броја становника у току последњих година